# Grönländische Badmintonmeisterschaft 2006
Die Grönländische Badmintonmeisterschaft 2006 fand vom 10. bis zum 15. April 2006 in Ilulissat statt.

## Finalergebnisse
| Disziplin    | Sieger                     | Finalist                                | Ergebnis          |
| ------------ | -------------------------- | --------------------------------------- | ----------------- |
| Herreneinzel | Frederik Elsner            | Bror Madsen                             | 13-15, 15-4, 15-7 |
| Dameneinzel  | Heidi Skov                 | Pilunnguaq Chemnitz                     | 9-11, 11-3, 11-3  |
| Herrendoppel | Frank Bagger Bror Madsen   | Frederik Elsner Asa Kleist              | 15-5, 15-2        |
| Damendoppel  | Aviaaja Geisler Heidi Skov | Hansignâraĸ Boassen Pilunnguaq Chemnitz | 17-16, 15-2       |
| Mixed        | Frank Bagger Heidi Skov    | Frederik Elsner Aviaaja Geisler         | 15-8, 15-6        |